# Motorola DROID RAZR
Motorola RAZR 3 — стільниковий телефон, який випущений компанією Motorola 18 жовтня 2011 року..

## Опис апарата
Апарат готувався до випуску дуже давно. Після не дуже вдалих продажів Motorola Razr 2 в компанії почалися роботи над вдосконаленнями телефонів, які були вже на підході.
Та через кризу, яка настала в компанії вихід апарата постійно відкладався.
В результаті в компанії на обмеженому ринку був випущений телефон Motorola Ruby (VE1), який був спрощеною версією Motorola RAZR 3 й носив кодову назву Ruby.
Планувалося, що телефон матиме операційну систему Symbian. Та на сьогодні використання подібної ОС є малоймовірним. Найімовірнішим вбачається використання ОС Android, як найбільш динамічно оновлюваної та популярної.
Через надмірну популярність сенсорних телефонів і втрату популярності телефонного форм-фактору «книжка» про можливість створення телефону мова не йшла до CES 2011 в Лас-Вегасі. Тоді від представників компанії надійшла інформація про те, що апарат готується до виходу на ринок. Очевидно, що плани змінилися й від традиційного форм фактору відмовились. А був випущений значно спрощений Razr телефон.

## Особливості
У DROID RAZR компанія планує реалізувати принципи оригінальної «розкладачки», але у форм-факторі сенсорного моноблока. Зокрема, мова йде про дуже маленьку товщину, стильний дизайн й передові технічні характеристики. 
Логічною виглядала б підтримка стерео FM-радіо через стерео FM-радіо гарнітуру, яка йде як аксесуар.
Апарат має бути орієнтованим на ринок США, на оператора  Verizon Wireless, оскільки в компанії зараз зосереджуються на цьому ринку. Версії для європейського та інших ринків мають з'явитися дещо пізніше.